# HD 117939
HD 117939 (также известная как HIP 66238) — звезда в созвездии Центавра, аналог Солнца. Находится  на расстоянии 98 световых лет (30,23 парсек) от Солнца.
HD 117939 является жёлтым карликом и почти солнечным близнецом. Она старше, чем наше Солнце: её возраст 6,1 млрд лет (по сравнению с нашим Солнцем возрастом в 4,6 млрд лет). HD 117939 невидима невооружённым глазом: её видимая звёздная величина — 7,291m.
До настоящего времени не найдено солнечного двойника с точным соответствием всех параметров, однако, есть некоторые звезды, которые очень близки по своим параметрам к солнечным. Точным солнечным близнецом была бы звезда спектрального класса G2V с температурой 5778 K, возрастом 4,6 млрд лет и вариациями светимости не превышающими 0,1 % солнечной.

## Сравнение с Солнцем
В таблице ниже приведены параметры, по которым проводится сравнение Солнца и HD 117939.

Спектральная классификация звёзд Морган-Кинана. Наиболее распространённый тип звёзд во Вселенной — М-карлики, 76 %. Наше Солнце относится к G-классу (G2V) и имеет возраст 4,6 миллиарда лет. Оно более массивно, чем 95 % всех звёзд во Вселенной. Только 7,6 % звёзд являются карликами G-класса

| Название  | Координаты J2000   | Координаты J2000 | Расстояние (св.лет) | Спектральный класс | Температура (K) | Металличность (%) | Возраст (млрд. лет) | Примечания |
| Название  | Прямое восхождение | Склонение        | Расстояние (св.лет) | Спектральный класс | Температура (K) | Металличность (%) | Возраст (млрд. лет) | Примечания |
| --------- | ------------------ | ---------------- | ------------------- | ------------------ | --------------- | ----------------- | ------------------- | ---------- |
| Солнце    | —                  | —                | 0.00                | G2V                | 5 778           | 100               | 4.6                 | [ 8 ]      |
| HD 117939 | 13ч 34м 32.6с      | –38° 54′ 26″     | 98                  | G4V                | 5 730           | 73                | 6.1                 | [ 9 ]      |